# Odontanthias caudicinctus
Odontanthias caudicinctus là một loài cá biển thuộc chi Odontanthias trong họ Cá mú. Loài này được mô tả lần đầu tiên vào năm 1986.

## Từ nguyên
Từ định danh caudicinctus được ghép bởi hai âm tiết trong tiếng Latinh: caudi ("đuôi") và cinctus ("thắt lưng"), hàm ý có lẽ đề cập đến vạch nâu sẫm bao quanh cuống đuôi và gốc vây đuôi của cá đực.

## Phân bố
O. caudicinctus mới chỉ được biết đến ở bờ biển Kenya và ngoài khơi tỉnh Đông Cape (Nam Phi), được thu thập ở độ sâu khoảng 100–300 m.

## Mô tả
Chiều dài chuẩn (SL: standard length) lớn nhất được ghi nhận ở O. caudicinctus là 10 cm.
Số gai ở vây lưng: 10; Số tia vây ở vây lưng: 14; Số gai ở vây hậu môn: 3; Số tia vây ở vây hậu môn: 7–8.